# Калпурния (съпруга на Плиний Млади)
Вижте пояснителната страница за други личности с името Калпурния.
Калпурния (на латински: Calpurnia) е третата съпруга на римския сенатор и писател Плиний Млади.

## Биография
Тя е внучка на Гай Калпурний Фабат, който е римски конник от Комум (днес Комо), както фамилията на Плиний. След смъртта на родителите ѝ тя е възпитавана от сестрата на баща ѝ Калпурния Хиспула.
Плиний се жени за много младата Калпурния по времето на управлението на император Траян и хвали в писма нейните качества на идеална съпруга. Калпурния помята и двамата остават бездетни. Тя придружава съпруга си във Витиния и Понт, когато той е там управител на провинцията. Връща се обратно в Рим, когато дядо ѝ умира.
От писмата, които Плиний ѝ пише са запазени три писма (6, 4; 6, 7; 7, 5), в други е спомената.